# Hagada
Hagada (hebrejsko Haggadah; slovensko zgodba, legenda) je judovska obredna knjiga s svetopisemskimi zgodbami in molitvami.
Besedilo Hagade vsebuje liturgijo rabljeno med obredno večerjo Seder prvi dan Pesaha. Pripoveduje zgodbo o rešitvi iz Egipta, vsebuje štiri vprašanja, ki jih zastavlja najmlajši član družine, seznam desetih nadlog, pesmi (Had Gadja)...
Najbolj znana je hagada iz 14. stoletja, ki se nahaja v Sarajevu.
Obstaja tudi slovenski prevod Hagade iz leta 2002.